# José Álvarez de Paz
José Álvarez de Paz (ur. 19 listopada 1935 w Noceda del Bierzo, zm. 16 lutego 2021) – hiszpański polityk, prawnik, ekonomista i nauczyciel akademicki, poseł do Kongresu Deputowanych, poseł do Parlamentu Europejskiego II i III kadencji.

## Życiorys
Ukończył studia prawnicze, kształcił się także w zakresie filozofii i teologii. Pracował jako profesor ekonomii na Uniwersytecie w Leónie, a także jako wykładowca na uczelni UNED (specjalizującej się w kształceniu na odległość) oraz w szkole dla pracowników społecznych. Praktykował jako adwokat specjalizujący się w prawie pracy, był także sekretarzem generalnym centrali związkowej UGT w Ponferradzie. Współpracował z lokalną prasą i publikował książki poświęcone m.in. polityce społecznej.
Zaangażował się w działalność polityczną w ramach Hiszpańskiej Socjalistycznej Partii Robotniczej, został sekretarzem ugrupowania w comarce Bierzo. Sprawował funkcję radnego w Noceda del Bierzo i deputowanego do parlamentu Kastylii-León, gdzie był wiceprzewodniczącym izby i członkiem zarządu regionu. W 1979, 1982 i 1986 uzyskiwał z ramienia PSOE mandat posła do Kongresu Deputowanych w okręgu León. W izbie niższej hiszpańskiego parlamentu był m.in. wiceprzewodniczącym komisji polityki społecznej i zatrudnienia (1982–1986), a także drugim sekretarzem komisji sprawiedliwości i spraw wewnętrznych oraz komisji zdrowia i ubezpieczeń społecznych. Od 1986 był deputowanym do Parlamentu Europejskiego w ramach delegacji krajowej. W 1987 i 1989 uzyskiwał mandat w wyborach powszechnych. Przystąpił do Partii Europejskich Socjalistów, został członkiem Komisji ds. Socjalnych, Zatrudnienia i Środowiska Pracy oraz delegatem do Wspólnego Zgromadzenia Porozumienia między państwami Afryki, Karaibów i Pacyfiku oraz EWG. W Europarlamencie zasiadał do 1994. W latach 1994–1996 był delegatem rządowym w prowincji Pontevedra.
Jego żoną była Teresa Lucía López García.